# Sint-Vaastkerk (Sailly-sur-la-Lys)
De Sint-Vaastkerk (Frans: Église Saint-Vaast) is de parochiekerk van de tot het Franse departement Pas-de-Calais behorende plaats Sailly-sur-la-Lys, gelegen aan de Rue de l'Église.

## Geschiedenis
De parochie zou al gesticht zijn in 878. De eerste kerk dateerde van de 11e eeuw. In de 16e eeuw, tijdens de godsdienstoorlogen, werd de kerk in brand gestoken. De herbouw kwam gereed in 1613, het betrof een driebeukige kerk met voorportaal. In 1778 werd een toren gebouwd.
Tijdens de Eerste Wereldoorlog werd de kerk geheel verwoest. Aanvankelijk kerkte men in een barak. Een nieuwe kerk werd gebouwd van 1923-1928. Architecten waren H. Hase en Monnoyer. Hierbij werd het silhouet van de voormalige toren aangehouden. Deze voorgebouwde toren heeft vier geledingen, maar geen spits. Hij is 45 meter hoog en gebouwd in baksteen en witte natuursteen. Het is een bakstenen driebeukige kerk in neogotische stijl.
De kerk wordt omringd door het Kerkhof van Sailly-sur-la-Lys.